# Альгермиссен
Альгермиссен (нем. Algermissen) — община в Германии, в земле Нижняя Саксония.
Входит в состав района Хильдесхайм. Население составляет 7908 человек (на 31 декабря 2010 года). Занимает площадь 35,62 км².
| Год  | Население |
| ---- | --------- |
| 1990 | 6748      |
| 1995 | 7235      |
| 2000 | 7859      |
| 2005 | 8319      |
| 2010 | 8030      |

## Известные жители
В Альгермиссене родилась немецкая киноактриса Диана Крюгер.